# موردي (مقاطعة فسا)
موردي (بالفارسية: موردی) هي قرية تقع في Now Bandegan District في إيران. يقدر عدد سكانها بـ 422 نسمة بحسب إحصاء 2016.